# Fuquan
Fuquan (福泉 ; pinyin : Fúquán) est une ville de la province du Guizhou en Chine. C'est une ville-district placée sous la juridiction de la préfecture autonome buyei et miao de Qiannan.

## Démographie
La population du district était de 288 000 habitants en 1999.

## Faits de société
Selon la Laogai Research Foundation, deux laogai (« camps de rééducation par le travail ») y serait implantés.